# Cassivellaunos
Cassivellaunos fut un roi celte brittonique de l’actuelle Grande-Bretagne qui s’opposa à l’invasion de Jules César et finit par capituler en 54 av. J.-C. C’est aussi un personnage littéraire de la « matière de Bretagne » que l’on retrouve sous le nom de Cassibellan dans l’Historia regum Britanniae ou sous celui de Caswallawn dans la littérature celtique galloise.

## Personnage historique
Cassivellaunos apparaît dans les Commentaires sur la Guerre des Gaules, comme étant le chef d’une coalition des armées brittoniques opposées à Jules César lors de la seconde invasion romaine. César ne mentionne pas le nom de son peuple, mais précise que son territoire est situé de part et d’autre de la Tamise, à environ quatre-vingt milles de la mer, ce qui correspond approximativement à celui des Catuvellauni.
Selon cette source, Cassivellaunos aurait été, antérieurement, constamment en guerre avec les autres peuples et aurait renversé le roi des Trinovantes, le peuple le plus puissant de la Grande-Bretagne protohistorique. Le fils de ce roi, Mandubracios, se serait enfui en Gaule et aurait trouvé refuge auprès de César. L’arrivée des Romains aurait décidé les Brittons à lui confier le commandement suprême des armées.
Cassivellaunos adopte une stratégie de harcèlement destinée à éviter les incursions et les pillages de l’armée de César, à la recherche de nourriture, mais cela n'empêche pas César de progresser vers la Tamise. Le seul gué était défendu et fortifié avec des pieux acérés, mais les Romains parviennent à le traverser. Cassivellaunos renvoie la plupart de son armée, ne conservant que 4 000 essédaires (combattants sur des chars), et opte pour une tactique de guérilla, comptant sur sa connaissance du terrain et la mobilité de ses chars de combat. Sur la route de l’armée romaine, il fait évacuer les paysans et le bétail vers la forêt et interdit à la cavalerie ennemie toute incursion.
La soumission des Trinovantes incite cinq autres peuples brittoniques, les Cénimagnes, les Segontiaques, les Ancalites, les Bibroques et les Casses, à se rendre à César et lui révéler le lieu où Cassivellaunos se retranche, endroit que César s’empresse d’assièger. Cassivellaunos parvient à adresser un message aux quatre rois de Kent / Cantium, Cingétorix, Carvilios, Taximagulos et Segovax, pour unir leurs forces et attaquer le camp romain installé sur la côte, mais les Romains les repoussent, capturant un roi nommé Lugotorix. Apprenant la défaite et la dévastation de ses territoires, Cassivellaunos capitule. Les conditions sont négociées par Commios, un Atrèbate, allié gaulois de César. Des otages sont donnés et un tribut est imposé. Mandubracios récupère la souveraineté des Trinovantes et Cassivellaunos s’engage à ne pas lui faire la guerre. À la suite de quoi, César retourne en Gaule.
L’auteur grec Polyen (IIe siècle ap. J.-C.) relate une anecdote dans son Stratagemata, selon laquelle César aurait vaincu les défenses de Cassivellaunos en traversant une rivière au moyen d’éléphants caparaçonnés. Cette assertion étrange, provient probablement d’une confusion avec la conquête romaine de 43 ap. J.-C. quand Claude amena des éléphants dans l’île de Bretagne.

## L’Historia regum Britanniae
Cassivellaunos est un des personnages légendaires de l’Historia regum Britanniae (vers 1135) de Geoffroy de Monmouth, sous le nom de Cassibellan (latinisé en Cassivelaunus). Il est le plus jeune fils du roi Heli et devient roi de Bretagne à la mort de son frère ainé Lud, dont les fils Androgeus et Tenvantius ne sont pas encore en âge de régner. En compensation, Androgeus est fait duc de Kent et de Trinovantum (Londres) et Tenvantius est fait duc de Cornouailles. C’est pendant son règne que Jules César entreprend la conquête de l’île de Bretagne.

### Le royaume de l’île de Bretagne
Après la guerre de Troie, Énée arrive en Italie, avec son fils Ascagne et devient le maître du royaume des Romains. Son petit-fils Brutus est contraint à l’exil après avoir accidentellement tué son père. Après une longue navigation, Brutus débarque dans l’île de Bretagne, l’occupe et en fait son royaume. Il épouse Innogen dont il a trois fils. À sa mort, le royaume est partagé en trois parties et ses fils lui succèdent : Locrinus reçoit le centre de l’île à qui il donne le nom de « Loegrie », Kamber reçoit la « Cambrie » (actuel Pays de Galles) et lui donne son nom, Albanactus hérite de la région du nord et l’appelle « Albanie » (Écosse). À la suite de l’invasion de l’Albanie par les Huns et de la mort d’Albanactus, le royaume est réunifié sous la souveraineté de Locrinus. C’est le début d’une longue liste de souverains.

### Le règne de Cassibellan
Selon Geffroy de Monmouth, Cassibellan est un roi généreux, loyal dont la réputation est grande. Jules César, ayant conquis la Gaule, décide d’envahir l’île de Bretagne et adresse un message au roi. Cassibellan refuse de se soumettre et de payer un tribut. César arme sa flotte et prend la mer dès que les vents le permettent. Alors qu’il aborde dans l’estuaire de la Tamise, Cassibellan et son armée se portent à sa rencontre. Dans la ville de Dorobellum, il réunit les nobles, dont Androgeus et Tenuantius, pour savoir comment chasser les envahisseurs. Il est décidé d’attaquer immédiatement le camp de César, avant qu’il ne s’empare d’une ville. Au premier combat, les Bretons prennent l’avantage sur les Romains et à la fin de cette journée, ils sont victorieux. César regagne ses navires avec le reste de ses troupes et décide de retourner en Gaule. Cassibellan récompense ses soldats, mais son frère Nennius grièvement blessé par César pendant la bataille meurt au bout de 15 jours. Il est enterré à la porte nord de Trinovantum, avec l’épée de César (appelée « Mort jaune ») qui s’était plantée dans son bouclier. Deux ans plus tard, César réitère l’expédition, sans plus de succès, une grande partie de sa flotte sombre dans l’estuaire de la Tamise.
Les Bretons fêtent leur dernière victoire à Trinovantum par des sacrifices aux dieux de la patrie, des festins et des jeux. Lors d’un combat singulier, Cuelinus, neveu du duc Androgeus, coupe la tête d’Hirelglas, neveu du roi. Cassibellan demande que le meurtrier lui soit amené pour faire justice, mais Androgeus répond qu’il a sa propre cour. Cassibellan attaque son neveu et dévaste ses terres, Androgeus décide de faire appel à César et lui envoie une lettre lui promettant la souveraineté de la Bretagne. César lui demande des otages, Androgeus lui envoie son fils Sceva et trente jeunes nobles.
Les Romains débarquent à Richborough, Cassibellan qui assiégeait Trinovantum lève le siège et va à leur rencontre. Androgeus, fort de son armée de 5 000 hommes, attaque Cassibellan, qui doit s’enfuir. Il se réfugie avec les survivants sur une colline inexpugnable, repoussant les assauts et massacrant les hommes de César qui décide de les affamer. Au bout de deux jours, Cassibellan envoie un message à Androgeus, afin de négocier avec César. Androgeus rencontre l’empereur et lui demande pitié pour son oncle, contre soumission et paiement d’un tribut de 3 000 livres. La paix est conclue entre les deux souverains.
Androgeus accompagne César en Gaule, l’année suivante, d’où ils marchent sur Rome pour affronter Pompée.
À la mort de Cassibellan, c’est Tenuantius, duc de Cornouaille, qui lui succède. C’est sous le règne de son fils Kimberlin que nait Jésus-Christ.

## LesMabinogion
Le personnage est aussi repris dans la littérature celtique galloise et notamment dans les Mabinogion, sous le nom de Caswallawn, fils de Beli Mawr (Beli le Grand).
Dans la deuxième « banche », Le Mabinogi de Branwen, c’est un usurpateur qui s’empare du trône de Bretagne pendant que le roi Bran le Béni, fait la guerre en Irlande. Il tue les 6 intendants à qui Bran a confié la régence, alors que le septième, Caradawg, a « la cœur brisé par la surprise, en voyant l’épée tuer les hommes, sans pouvoir savoir qui donnait les coups ». Car Caswallawn utilise un manteau magique qui le rend invisible, mais pas son arme.
Caswallawn réapparait dans la troisième « branche », le Mabinogi de Manawyddan Fab Llyr, dans lequel Pryderi va lui rendre hommage à Oxford, ce qui donne lieu à de « grandes réjouissances ». Après quoi, Pryderi retourne auprès de Manawydan, et leurs épouses Kigva et Rhiannon.
Dans le conte de Lludd et de Lleuelys, traditionnellement publié avec les Mabinogion, Caswallawn est mentionné comme étant le fils de Beli Mawr, ses trois frères étant Lludd, Nynniaw et Lleuelys.

## Triades galloises
Caswallawn est très fréquemment cité dans les Triades galloises :
- Les Triades du Livre Rouge de Hergest
- Les Triades de Peniarth MS 54
- Les fausses Triades de Iolo Morganwg

## Dans la culture populaire
Cassivellaunos apparaît au début de l'album Astérix chez les Bretons en tant que chef suprême des Bretons unis face à l'armée de César. Comme personnage ayant véritablement existé à cette époque, il est présenté sous son vrai nom et sans jeu de mots, comme César ou Brutus.

## Sources

### Sources primaires
- Jules César, Commentaires sur la guerre des Gaules Bibliothèque de la Pléiade:  Historien Romains. Historiens de la République II, César éditions Gallimard, Paris 1968.
- Geoffroy de Monmouth, Histoire des rois de Bretagne, traduit et commenté par Laurence Mathey-Maille, Les Belles lettres, coll. « La Roue à livres », Paris, 2004,  (ISBN 2-251-33917-5).
- Les Quatre branches du Mabinogi et autres contes gallois du Moyen Âge traduit du gallois, présenté et annoté par Pierre-Yves Lambert, Éditions Gallimard, collection « L'aube des peuples », Paris, 1993,  (ISBN 2-07-073201-0).

### Sources secondaires
- (en) Peter Bartrum, A Welsh Classical Dictionary : People in History and Legend Up to about A.D. 1000, Aberystwyth, National Library of Wales, 1993, 649 p. (ISBN 978-0-907158-73-8), p. 122-123 CASSIVELLAUNUS.